# Watsonia watsonioides
Watsonia watsonioides är en irisväxtart som först beskrevs av John Gilbert Baker, och fick sitt nu gällande namn av Anna Amelia Obermeyer. Watsonia watsonioides ingår i släktet Watsonia och familjen irisväxter. Inga underarter finns listade i Catalogue of Life.